# حسن فاضل
حسن فاضل (انگلیسی: Hassan Fadil؛ زادهٔ ۳ فوریهٔ ۱۹۶۳) بازیکن فوتبال اهل مراکش بود.
از باشگاه‌هایی که در آن بازی کرده‌است می‌توان به باشگاه فوتبال مالاگا اشاره کرد.